# Seseli asperulum
Seseli asperulum är en flockblommig växtart som först beskrevs av Ernst Rudolf von Trautvetter, och fick sitt nu gällande namn av Boris Konstantinovich Schischkin. Seseli asperulum ingår i släktet säfferötter, och familjen flockblommiga växter. Inga underarter finns listade i Catalogue of Life.